# 吴中区

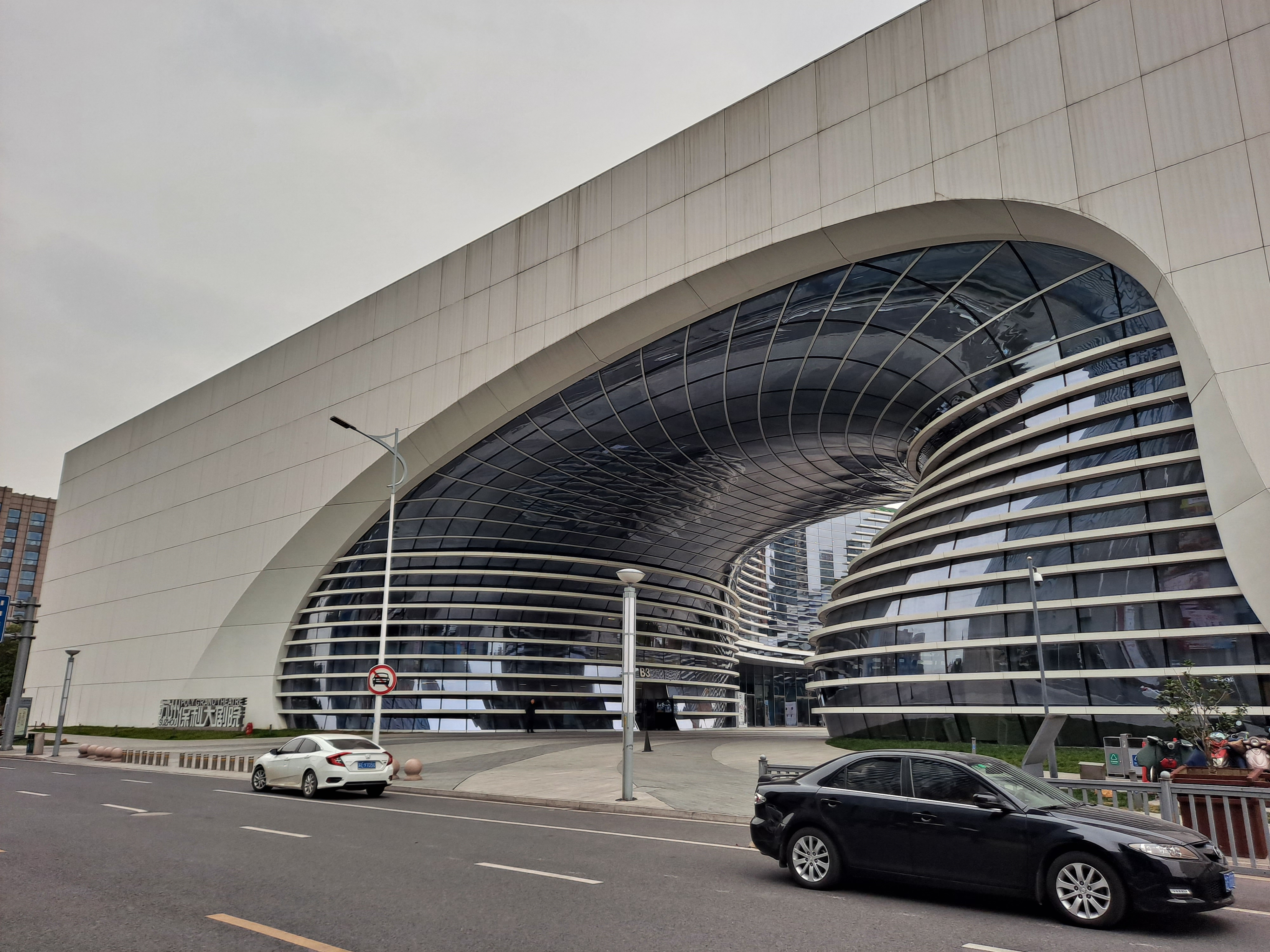
吴中公共文化中心

吴中区是中国江苏省苏州市所辖的一个市辖区；其位于苏州南城，于2001年由原吴县市撤市分设成区，是吴文化的发祥地，同時也是《孙子兵法》的诞生地。全区陆地面积为745平方公里，太湖水域面积约为1486平方公里。

## 历史
秦始皇二十六年（公元前221年），置吴县，为会稽郡治所。后历为吴郡、吴州、苏州、苏州府治所。1912年1月1日至1912年9月24日，为江苏省省会。1928年城区划出设苏州市，1930年5月16日，撤苏州市，仍并入吴县。1949年，吴县划出城区建苏州市，市、县分治。同年，属苏州专区。1970年，属苏州地区。1983年3月，实行市管县新体制，撤销苏州地区行政公署，吴县隶属江苏省苏州市。1995年6月撤消吴县，设吴县市（县级市），2000年12月撤消吴县市，改设苏州市吴中区和相城区。

## 地理位置
吴中区是中国历史文化名城苏州的地理中心，北与苏州古城、苏州工业园区、苏州高新区接壤，南临苏州吴江区，西衔太湖，与无锡市、浙江省湖州市隔湖相望。地理坐标为东经119°55´-120°54´，北纬30°56´-31°21´。全境东西长，南北宽。

## 行政区划
吴中区辖7个街道：长桥街道、城南街道、越溪街道、横泾街道、香山街道、郭巷街道、太湖街道，和7个镇：甪直镇、光福镇、木渎镇、胥口镇、东山镇、金庭镇（原西山镇）、临湖镇（原渡村镇和浦庄镇）。

## 人口
根據第七次全国人口普查數據顯示，截至2020年11月1日零時，吳中區常住人口為138.9萬人，佔蘇州市的10.9%。

## 干线道路
- 常嘉高速
- 沪常高速

### 地铁
- 苏州轨道交通2号线
- 苏州轨道交通3号线
- 苏州轨道交通4号线
- 苏州轨道交通5号线

## 旅遊景點
甪直镇、宝带桥、旺山生态农庄、淞南生态农庄、东村。

## 江苏吴中经济开发区
苏州吴中经济开发区是1993年11月经江苏省政府批准的首批省级经济开发区之一。目前，规划控制面积123.91平方公里，并通过ISO14001环境管理体系、ISO9001质量管理体系认证，及获得省级电子信息产业基地、省级国际服务外包示范区、省级软件和信息服务产业园和中国可再生能源学会光伏产业示范基地授牌。当前已进驻中外企业3800家，分别来自20多个国家地区及国内10多个省市，形成了以电子信息、精密机械、生物医药、精细化工、新能源新材料等为特色的高新技术产业集聚。 2009年，实现地区生产总值190亿元，工业总产值510亿元，成为苏州南部先进制造业的集聚区和现代化的工业城区。2012年12月升级为国家级开发区。

## 友好城市
- 德国里薩
- 新西兰罗托路亚